# Неприкаяний
«Неприкаяний» («Неприкаянный») — радянський художній фільм 1988 року, знятий режисером Самсоном Самсоновим на кіностудії «Мосфільм».

## Сюжет
За п'єсою Володимира Арро «Синє небо, а в ньому хмари (Прощання з Ветлугіним)». Старий хормейстер Ветлугін закохується в юну Віру, володарку чудового сопрано. Давно мріючи про те, щоб його хор виконав «Глорію» Вівальді, Ветлугін запрошує дівчину на головну партію. Однак переживання та фантазії героя закінчуються тим, що серце музиканта не витримує — і в квартирі хворого тепер клопочеться колишнє подружжя, свідки його поразок і невдач.

## У ролях
- Олег Єфремов — Георгій Васильович Ветлугін, хормейстер
- Світлана Крючкова — Сонечка
- Люсьєна Овчинникова — Ася
- Людмила Шевель — Синьоока, Наталія Вікторівна
- Марія Строганова — Віра/ брат Віри/ перше кохання Ветлугіна
- Олександр Кузьмичов — Синіцин, диригент
- О. Марченко — епізод
- Віталій Варганов — епізод
- Микола Аверюшкін — епізод
- Юхим Байковський — епізод
- Є. Сенченко — епізод
- Є. Мішак — епізод
- Віра Улик — епізод
- Ольга Копосова — дівчина на дискотеці
- В. Александрова — епізод
- В'ячеслав Горбунчиков — епізод
- Н. Волгіна — епізод
- С. Терещенко епізод
- А. Балтус — епізод
- А. Хлюпік — епізод
- Ю. Рясов — епізод
- С. Мясоєдов — епізод
- Ю. Внуков — епізод
- Григорій Дунаєв — чернець
- В'ячеслав Шувалов — епізод

## Знімальна група
- Режисер — Самсон Самсонов
- Сценарист — Володимир Арро
- Оператори — Михайло Демуров, Віктор Епштейн
- Композитор — Євген Дога
- Художник — Петро Кисельов